# Helictopleurus neuter
Helictopleurus neuter är en skalbaggsart som beskrevs av Leon Fairmaire 1898. Helictopleurus neuter ingår i släktet Helictopleurus och familjen bladhorningar. Inga underarter finns listade i Catalogue of Life.